# Disfunzione somatica
In osteopatia  la disfunzione somatica è definita come espressione di una funzione compromessa o alterata di componenti correlate del sistema somatico (corpo): strutture scheletriche, artrodiali e miofasciali, e relativi elementi vascolari, linfatici e neurali .
Viene considerata come uno dei principali fattori, reversibili e funzionali  che influenzano l’economia del corpo e la radice di molti disturbi anche in aree remote da dove si trova la disfunzione, la cui normalizzazione è considerata fondamentale per ripristinare la normale mobilità e la funzione dell’intero sistema muscolo-scheletrico.

## Diagnosi
La diagnosi di Disfunzione Somatica viene effettuata tramite palpazione percettiva  e test su movimento intersegmentale nell’identificazione dei parametri definiti sotto l’acronimo T.A.R.T. (o S.T.A.R.), che rappresentano: dolorabilità, asimmetria, range di mobilità, cambiamenti tissutali . Di questi parametri, la dolorabilità è l’unico completamente soggettivo. I cambiamenti tissutali possono includere edema, fibrosi, atrofia, rigidità o aumento di tono della muscolatura.
Una Disfunzione Somatica può occorrere anche a carico di un organo o viscere. I punti riflessi di Chapman rappresentano uno dei metodi di riconoscimento delle disfunzioni viscero-somatiche e, attraverso il loro trattamento manipolativo, influenzano un effetto somato-viscerale ricondizionante . I punti riflessi di Chapman tendono a manifestarsi come piccole masse nodulari (da 2 a 3 mm), palpabili nei tessuti molli, che mostrano alla palpazione una chiara dolorabilità, precisa e senza irradiazione. In quanto riflessi viscero-somatici, si trovano tipicamente in posizioni che sono segmentariamente legate all'innervazione viscerale e si propongono di essere la manifestazione della disfunzione del sistema nervoso simpatico su vascolarizzazione linfatica legata alla segmentazione 

## Trattamento
La manipolazione è considerata il trattamento specifico ed efficace.